# 영암미암중학교
영암미암중학교(靈巖美岩中學校)는 대한민국 전라남도 영암군 미암면 남산리에 있었던 공립 중학교이다.

## 학교 연혁
- 1978년 12월 29일 : 영암미암중학교 설립인가
- 1978년 12월 30일 : 교사신축 개교
- 1979년 3월 1일 : 초대 서정숙 교장 부임
- 1979년 3월 10일 : 개교 및 입학식(153명)
- 1982년 2월 12일 : 제1회 153명 졸업
- 2004년 3월 1일 : 도지정 과학과 연구학교 운영
- 2008년 8월 22일 : 도서실 리모델링 준공(2칸)
- 2022년 1월 7일 : 제40회 3명 졸업(누계 2,153명)
- 2022년 3월 1일 : 제20대 이석두 교장 부임
- 2023년 1월 5일 : 제41회 3명 졸업(누계 2,156명)
- 2023년 3월 1일 ~ 2025년 2월 28일 : 학급 미편성으로 휴교
- 2025년 2월 28일 : 46년만에 폐교

## 참고 자료
- 영암미암중학교 - 한국교육학술정보원 학교알리미